# Michael Mross
Michael Mross (* 2. November 1958 in Köln) ist ein deutscher Autor, Wirtschaftsjournalist, und Moderator. Über seine verschwörungsideologische Publizistik auf seinem Internet-Portal mmnews.de und seine Youtube-Videos wird in den Medien  vorwiegend kritisch berichtet.

## Leben
Michael Mross machte 1978 sein Abitur und nahm danach ein Studium der Rechtswissenschaft auf. Von 1984 bis 1991 war Mross Filmautor und TV-Dokumentarist beim WDR. 1991 arbeitete er als Moderator beim RTL-Wirtschaftsmagazin „Geldmarkt“, danach moderierte er von 1993 bis 2000 die Telebörse bei n-tv. 2003 wechselte er zu n24 und moderierte dort die Börse bis 2008, parallel dazu arbeitete er bei CNBC als Moderator bis 2010. Seit 2008 betreibt er das Internet-Portal mmnews.de. Der Schwerpunkt dort liegt auf den Bereichen Wirtschaft und Börse, außerdem bietet Mross gegen Bezahlung einen Börsenbrief an, der regelmäßig dreistellige Aktiengewinne in Aussicht stellt.
Am 6. März 2016 wurde Mross bei einem Unfall in Tangalle, Sri Lanka, von einem Betrunkenen angefahren und schwer verletzt. Er verlor seinen rechten Unterarm und das rechte Bein.
Der rechte Influencer Heiko Schrang schrieb für seine Plattform mmnews.de und Mross trat auf Schrangs Youtube-Kanal auf. Zudem gab Mross dem rechtsextremen Blog PI-News ein Interview.
Auf MMnews attackiert Mross die EZB sowie von ihm so genannte „Medienhuren“ und Personen, die „behaupten, es gebe einen Klimawandel“. Während der COVID-19-Pandemie in Deutschland behauptete MMnews, dass in den Monaten Januar bis Oktober 2020 weniger Menschen in Deutschland beatmet worden seien als im Vorjahr. Mross zweifelte zudem den Nutzen der COVID-19-Impfung an.

## Mediale Einordnung
Das jüdische Online-Magazin HaGalil bezeichnet mmnews.de als eine Plattform zur Verbreitung von rückwärtsgewandten Theorien und wertet seine von Silvio Gesell und Gottfried Feder kaum unterscheidbare Kritik am Geldsystem und seinen „Kampf gegen die ‚Hochfinanz‘“ als strukturell antisemitisch und verschwörungstheoretisch. Aus den unter den Artikeln veröffentlichten Kommentaren leitet der Autor Caspar Schmidt ab, dass sich die Plattform zu einem Portal für rechtsradikale Meinungsbildung entwickelt habe. In einem Artikel auf Spiegel Online schrieb Stefan Kaiser Mross’ Internetseite „antieuropäische Reflexe“ zu, etwa in der Kritik an der Zentralbankpolitik, an Mainstreammedien und am „Klimaalarmismus“. In dem Artikel Die Angstindustrie beschäftigen sich Johannes Pennekamp und Patrick Bernau von der FAZ mit  Unternehmern, die im Internet mit der Angst der Bürger Geschäfte machen. Dabei nennen sie neben Jochen Kopp und dem Compact-Magazin auch Michael Mross. Im Portal mmNews.de würden z. B. zwischen zahlreichen Werbeanzeigen angebliche Insiderprognosen zu bevorstehenden Terrorangriffen, welche zur Legitimation eines Crashes des Finanzsystems dienen, veröffentlicht.

## Schriften
- Börse kinderleicht. Ullstein Verlag, 1998, ISBN 3-548-42004-4.
- Die Börse. Econ Verlag, 2001, ISBN 3-430-16832-5.
- Schnell reich – die ewigen Gesetze der Börse. Börsenverlag, 2003, ISBN 3-930851-58-X.
- Evolution des Erfolgs. Börsenmedien AG, 2007, ISBN 978-3-938350-29-4.
- Der Währungscrash kommt. Börsenmedien AG, 2011, ISBN 978-3-941493-79-7.